# オーソマティックス
オーソマティックス（AWESOMATIX INNOVATIONS LLP）とは、RCモデルのレーシングカーを開発しているリトアニアの模型メーカーである。

## 概要
競技用RCカーの開発が主力の会社であり、1/10スケールのツーリングカーシャーシ、A700シリーズとA800シリーズが代表的。
ロータリーダンパーやFFG（フローティング・フロント・ギア）システムなど、他では見られない独特の機構が特徴。

## 代表的な製品

### A700シリーズ
シャフトドライブ4WDシャーシ。
- A700-EX

モディファイド/オープンクラス向けのカーボンダブルデッキフレームのシャーシ。モーターは縦置き/横置き選択可能。前後ベベルギヤは金属製で、リヤはギヤデフ、フロントはスプールが標準。ダンパーシステムはダンパーステーが存在しない低重心設計となっている上に、オイル交換や分解作業を行うこと無くダンパーの圧縮や減衰調整が行える。
- A700-L

ストッククラス向けのモーター縦置きシャーシ。
- A700-EXL

2013年2月頃発売のシャーシ。
- A700-EVO

2014年2月頃発売。FFG（フローティング・フロント・ギア）システムを採用。
- A700-EVOⅡ

2015年4月頃発売。FFGシステムを標準装備とし、新設計のD2ダンパーを採用した。メインシャーシはアルミ製とカーボン製の2種類から選べる。EVOⅡはアルミ仕様でEVOⅡCがカーボン仕様。
- A700-L2

スタンダードキット版。主な仕様はA700-EVOと同じ。FFGシステムは未搭載。カーボンシャーシ仕様。
- A700-EX2

モーター縦置き/横置き両対応バージョン。主な仕様はA700-EVOと同じ。FFGシステムは未搭載。カーボンシャーシ仕様。

### A800シリーズ
2015年11月頃発売の2ベルトドライブ4WDシャーシ。シャーシキットはカーボンとアルミの2種類。A800はカーボン仕様でA800Aはアルミ仕様。